# Клод Аб
Клод Аб (на френски: Claude Abbes) е френски футболист-вратар. Играл е от 1951 до 1952 г. в АС Безиер и от 1952 до 1962 г. в АС Сент Етиен. Шампион на Франция за 1957 г. В националния отбор на Франция е изиграл 9 мача за периода 1957-1958 г. Участва в отбора на своята страна на световните първенства по футбол през 1954 и 1958 г., като през 1958 г. става носител на бронзов медал.